# Clint Boling
Clint Boling (Atlanta, 8 maggio 1989) è un ex giocatore di football americano statunitense che ha militato nel ruolo di guardia per tutta la carriera con i Cincinnati Bengals della National Football League (NFL). Fu scelto nel corso del quarto giro (101º assoluto) del Draft NFL 2011. Al college ha giocato a football al Georgia dove è stato nominato All-American.

## Carriera professionistica

### Cincinnati Bengals
Boling fu scelto nel corso del giro del Draft 2011 dai Cincinnati Bengals. Nella sua stagione da rookie disputò cinque partite, tre delle quali come titolare. L'anno successivo divenne stabilmente titolare, disputando tutte le 16 gare come partente. Nel 2013 disputò 12 gare, ancora tutte dall'inizio, coi Bengals che si qualificarono ai playoff per il terzo anno consecutivo.
L'11 marzo 2015, Boling rifirmò con i Bengals un contratto di cinque anni del valore di 26 milioni di dollari